# Splendor Solis
Splendor Solis (Lo splendore del Sole) è un celebre testo alchemico a colori del XVI secolo, contenente una raccolta illustrata di precedenti trattati di alchimia.

## Versioni
Oggi ne esistono varie versioni, la più antica delle quali, apparsa ad Augusta e scritta in tedesco, viene datata tra il 1532 e il 1535. Attualmente è conservata al Museo Statale di Berlino. Altre copie del trattato, composte successivamente, si trovano nei musei di Londra, Kassel, Berna e Norimberga.
Una traduzione in francese più tarda si trova a Parigi con un titolo diverso, La Toyson d'Or (Il toson d'oro o il fiore dei tesori), presumibilmente riferito al mito del vello d'oro di Giasone.
Una copia del solo testo francese è presente anche a Roma nel Fondo Verginelli-Rota ora in possesso della Biblioteca Corsiniana dell'Accademia dei Lincei.

## Descrizione
L'originale dello Splendor Solis contiene sette capitoli e 22 grandi miniature su pergamena, basate sulle opere di Albrecht Dürer, Hans Holbein e Lucas Cranach. La paternità dell'opera è attribuita ad un leggendario Salomon Trismosin, ritenuto il maestro di Paracelso.
Lo stile delle illustrazioni, incorniciate con motivi floreali o animali come un libro delle ore, magistralmente dipinte con decorazioni d'oro, appartiene all'alveo della miniatura rinascimentale propria della tradizione europea settentrionale.
Le 22 tavole, come le decorazioni e il contenuto dell'opera, hanno un significato simbolico ed ermetico di difficile interpretazione. Il loro numero rimanda presumibilmente ai 22 arcani maggiori dei Tarocchi.
La loro simbologia mostra la classica morte alchemica e il processo di rinascita, oltre a incorporare una serie di sette ampolle, ciascuna associata a uno dei pianeti dell'astrologia. All'interno dei flaconi appare l'opera di trasmutazione, che avviene sotto forma di simboli di uccelli e di animali che danno luogo alle figure della Regina e del Re, e alla loro rispettiva tintura bianca e rossa. Lo stile delle incisioni, sebbene quest'ultime risalgano al XVI secolo, suggerisce una data anteriore.
Secondo la storica dell'arte Jörg Völlnagel, «lo Splendor Solis non è affatto un libro di laboratorio, vale a dire una sorta di ricetta per l'alchimista che, seguendone le istruzioni, prepara il proprio intruglio e finisce per trovare l'oro artificiale nel contenitore. Piuttosto, lo Splendor Solis diffonde la filosofia dell'alchimia, una concezione del mondo in cui l'uomo (l'alchimista) vive e lavora in armonia con la natura, rispettando la creazione di Dio e intervenendo allo stesso tempo nei suoi processi di sviluppo, contribuendo attraverso l'alchimia alla sua crescita».

## Galleria della prima edizione tedesca

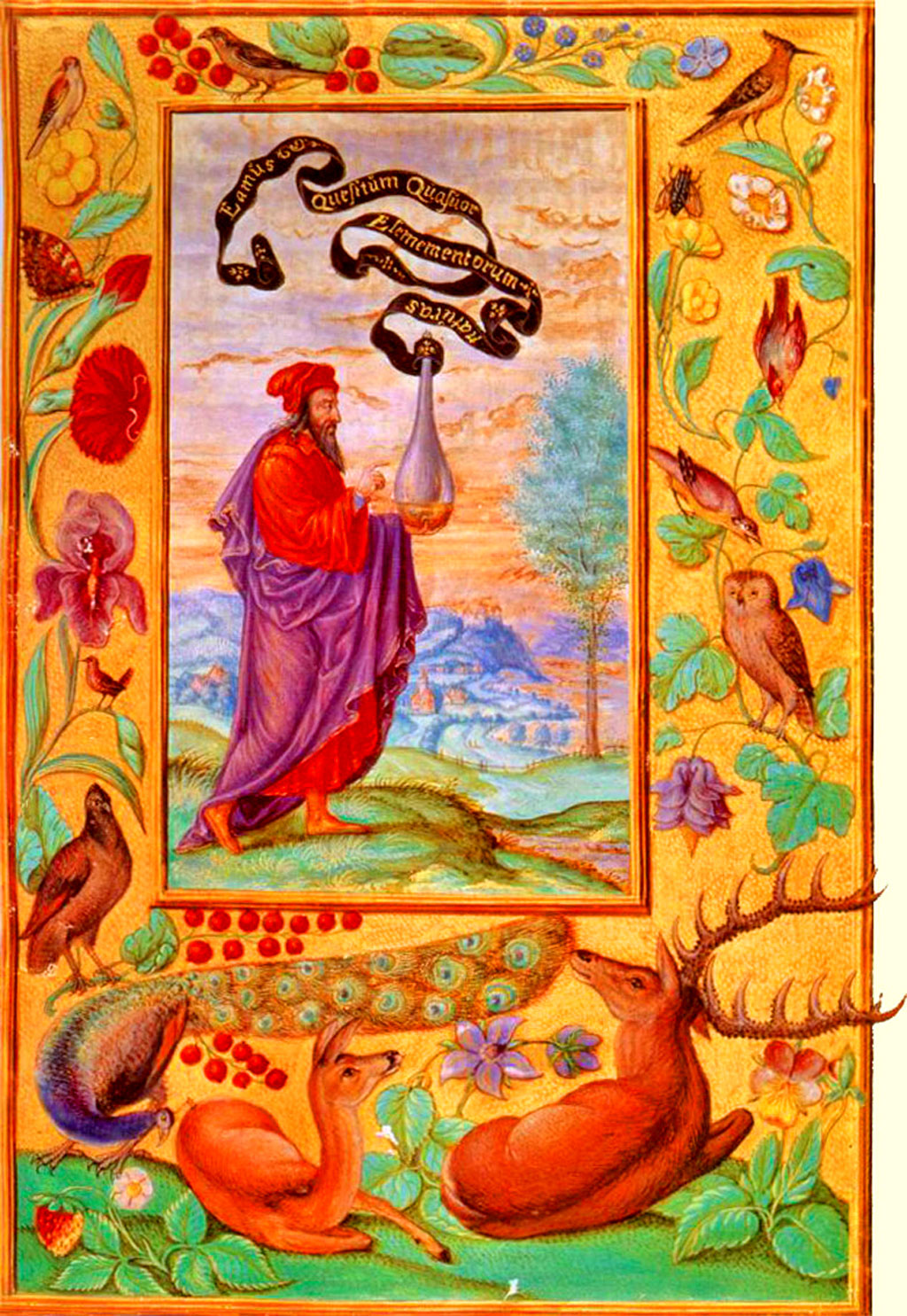
Filosofo con ampolla
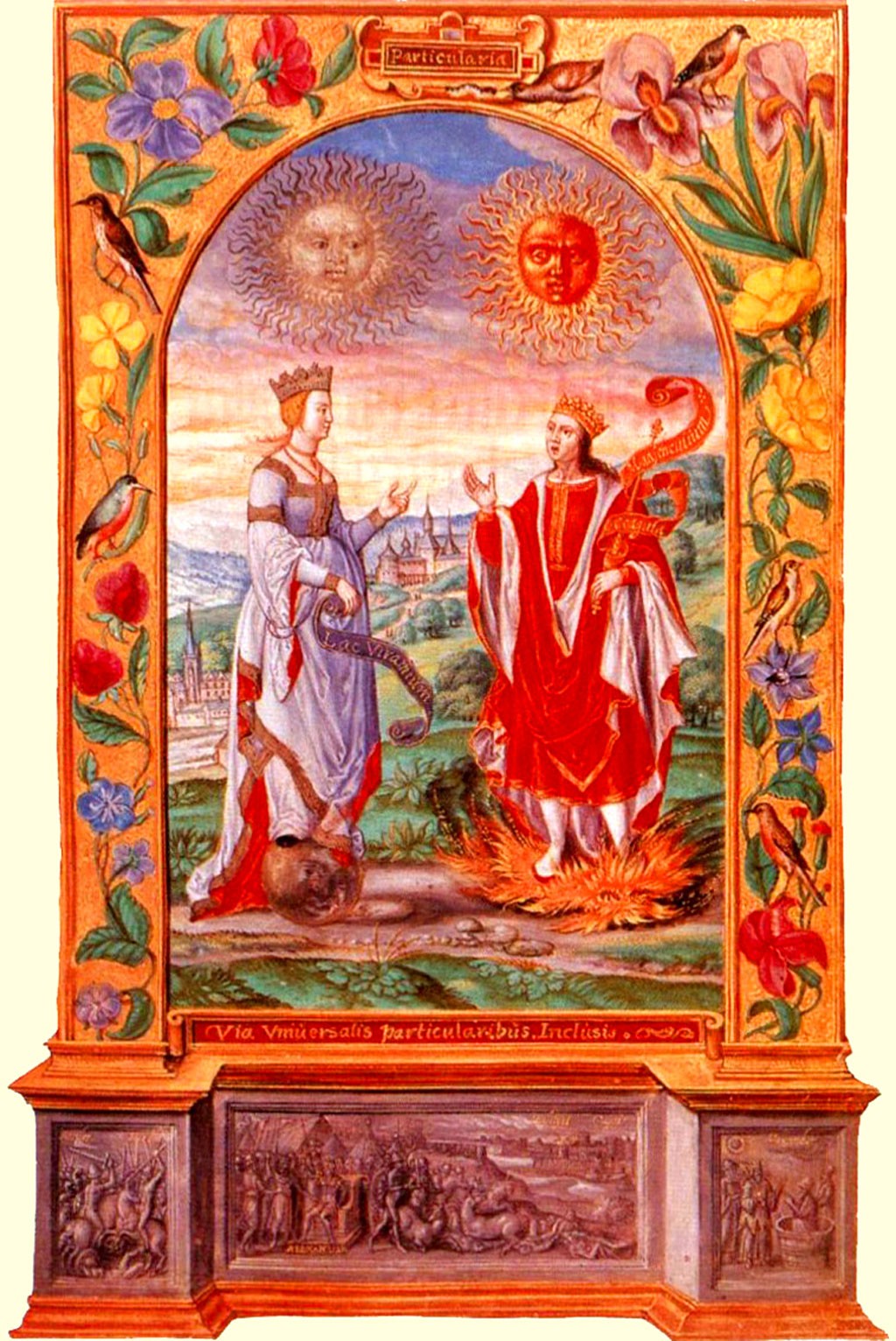
Incontro tra il Re solare e la Regina lunare
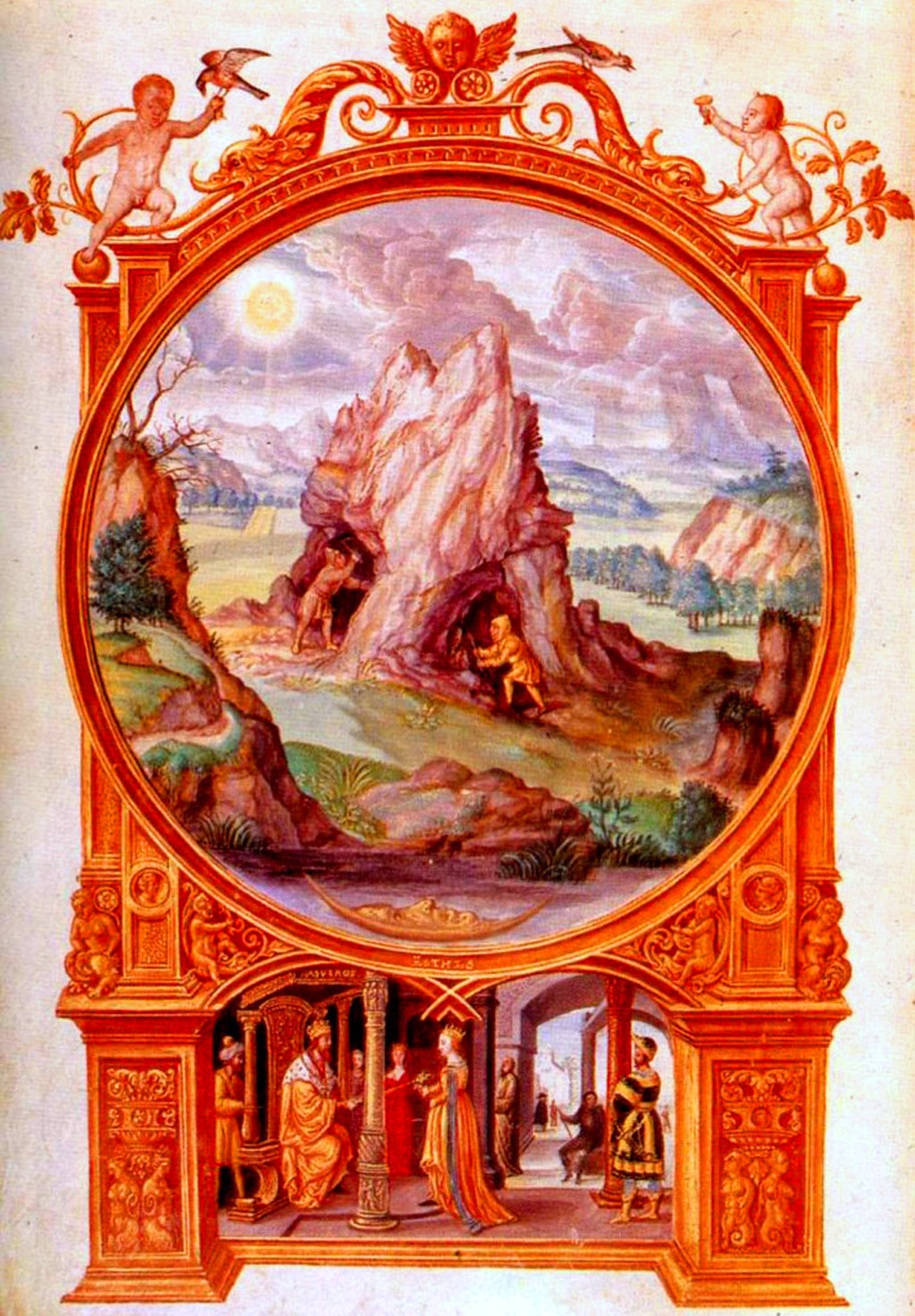
Minatori scavano una collina
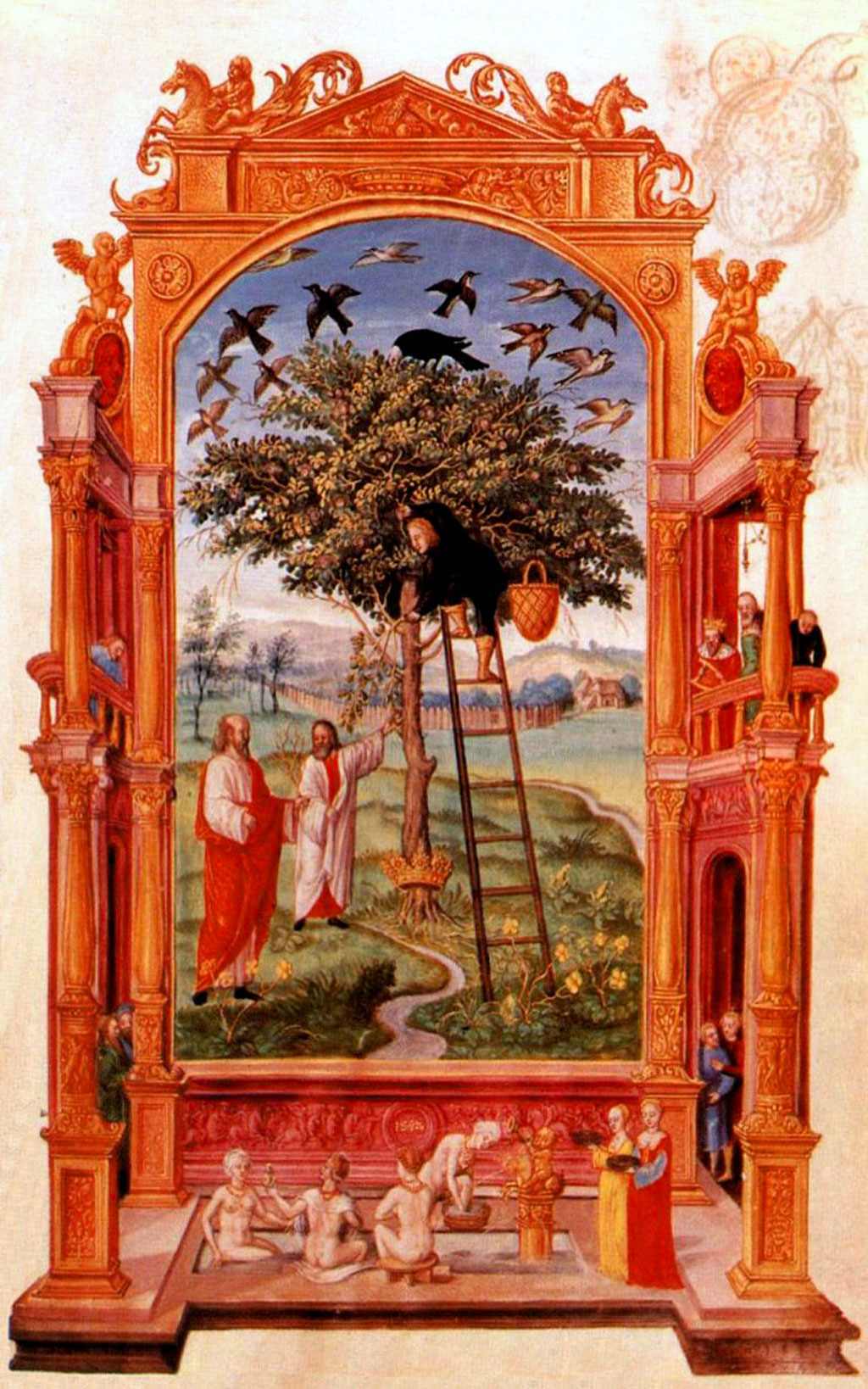
Filosofi nei pressi di un albero
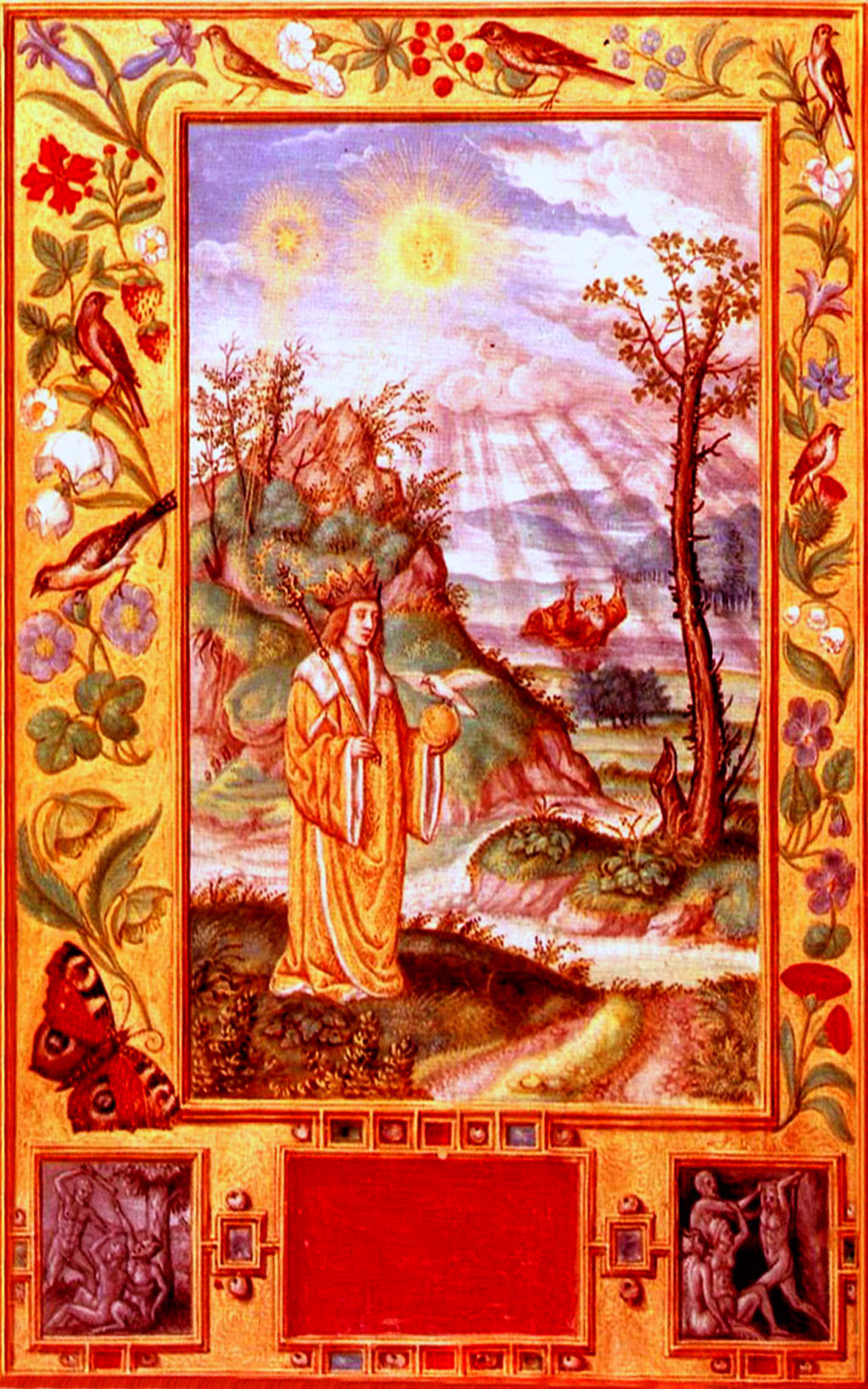
L'annegamento del Re
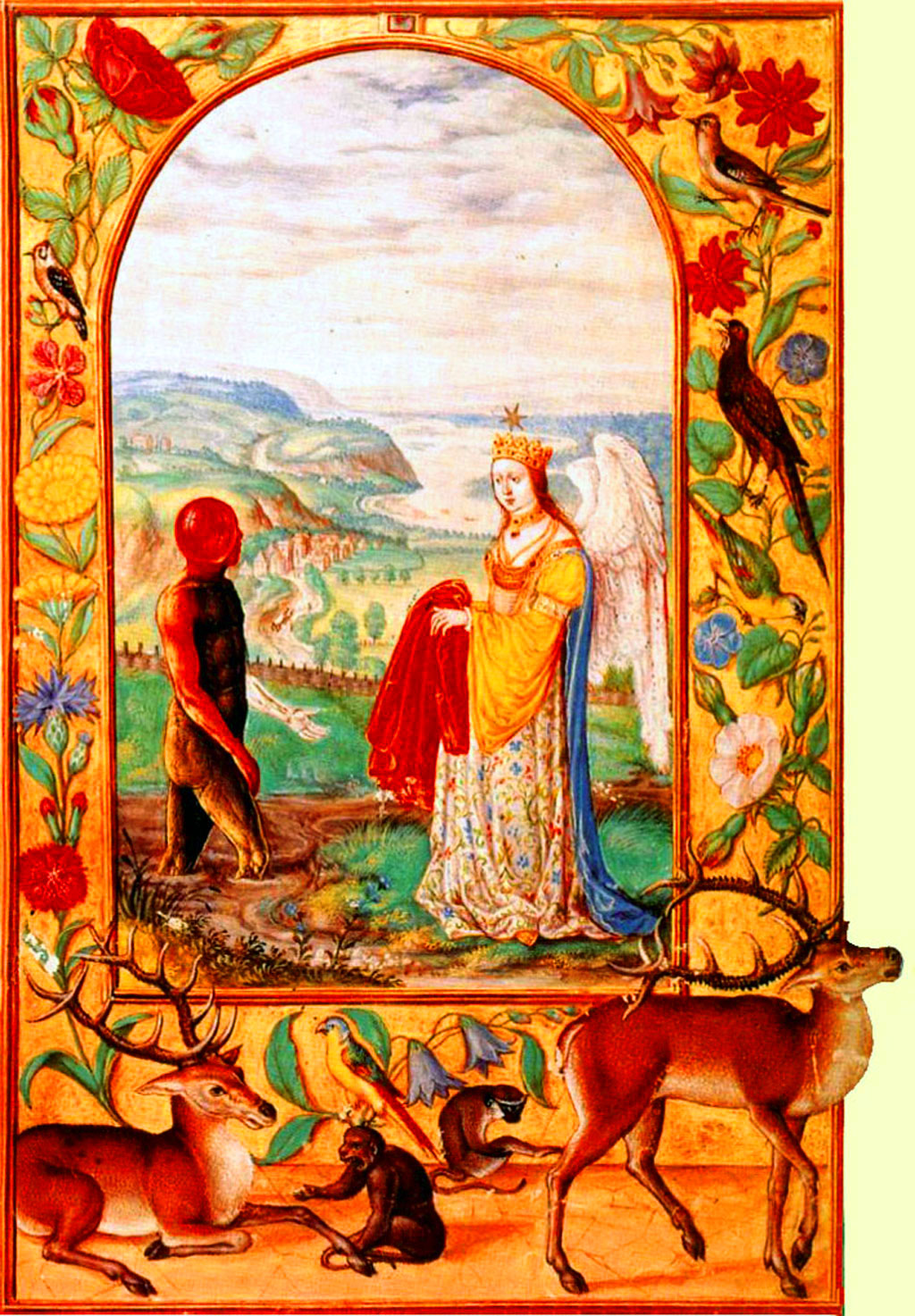
La resurrezione dalla tomba
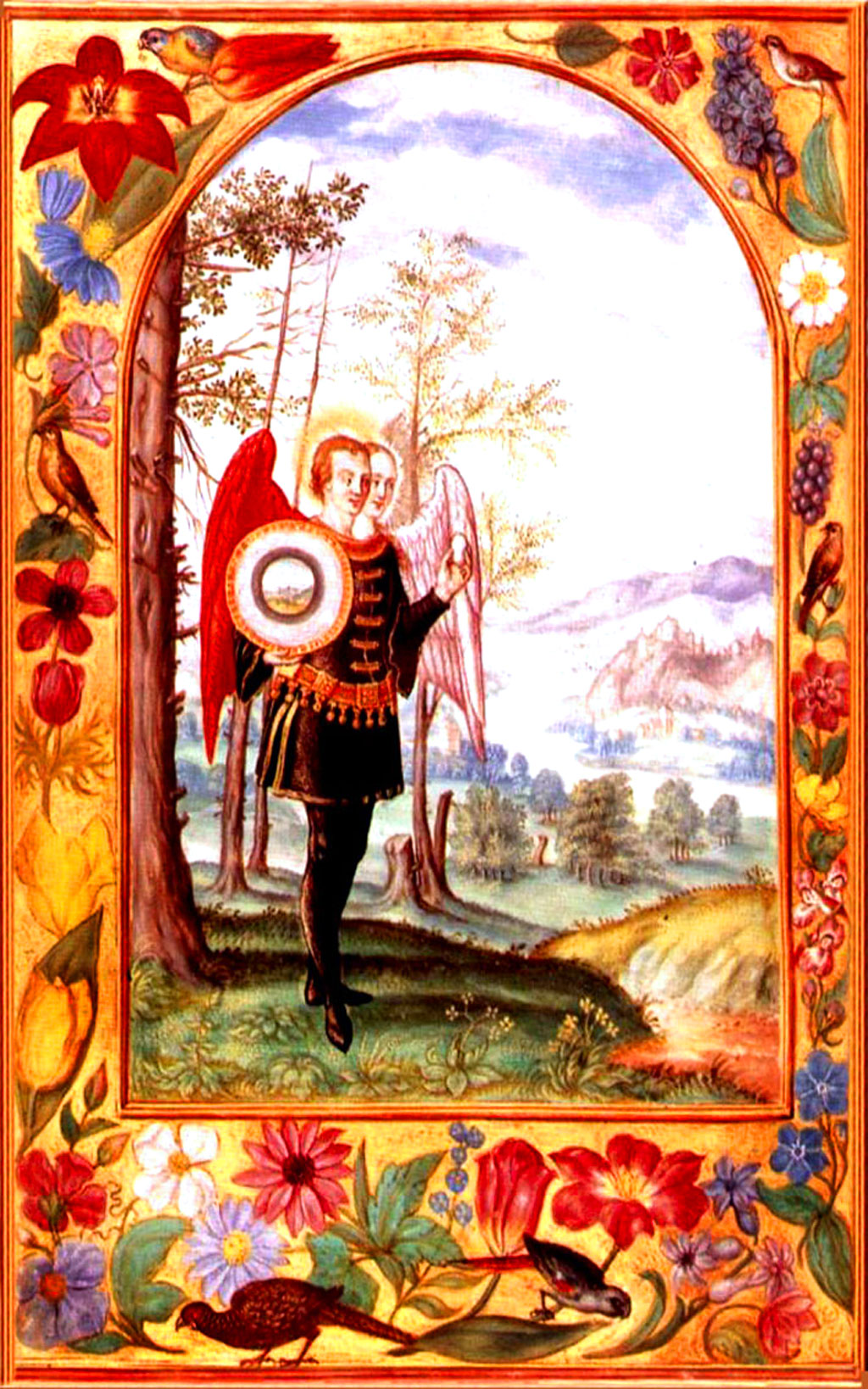
Ermafrodita con uovo
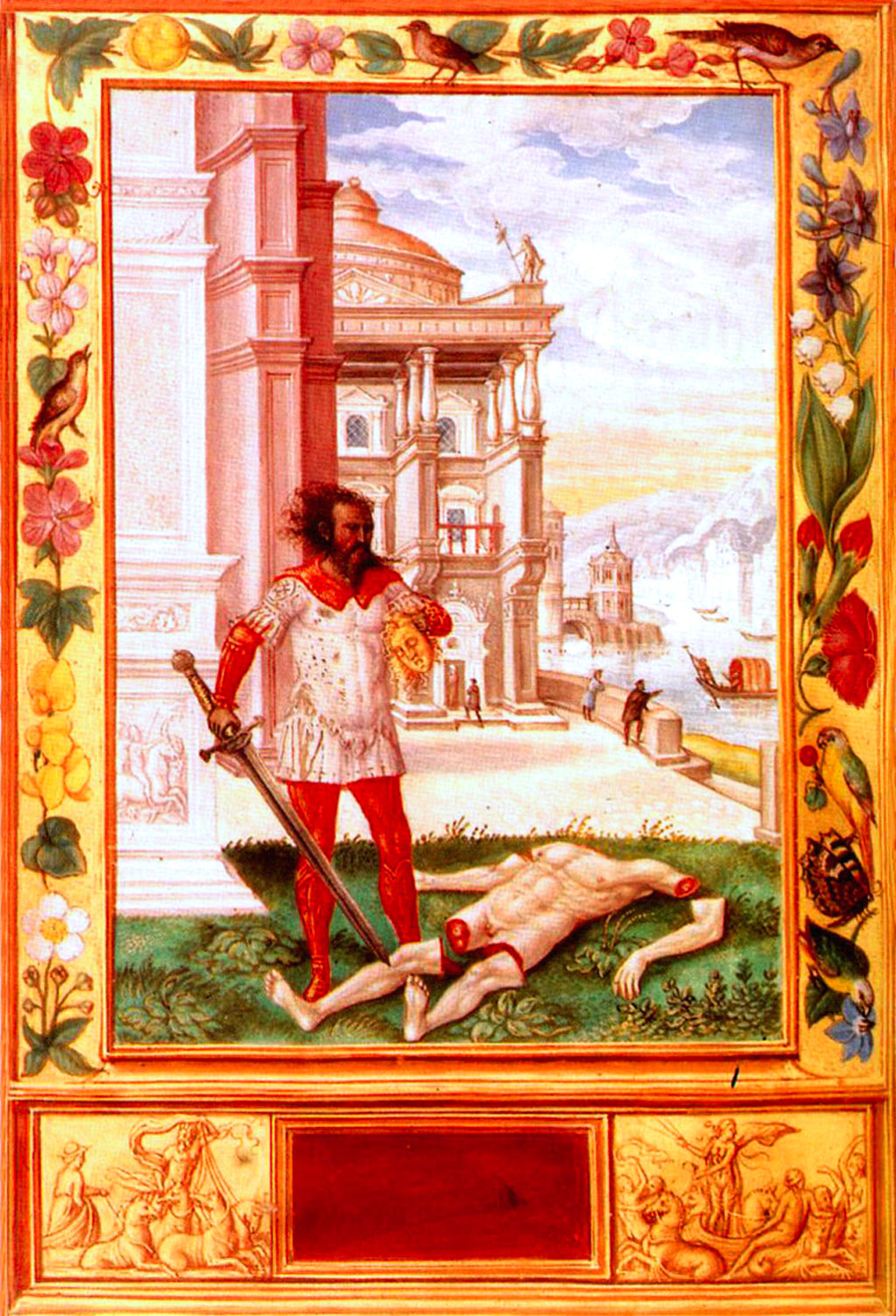
Decapitazione e smembramento del Re
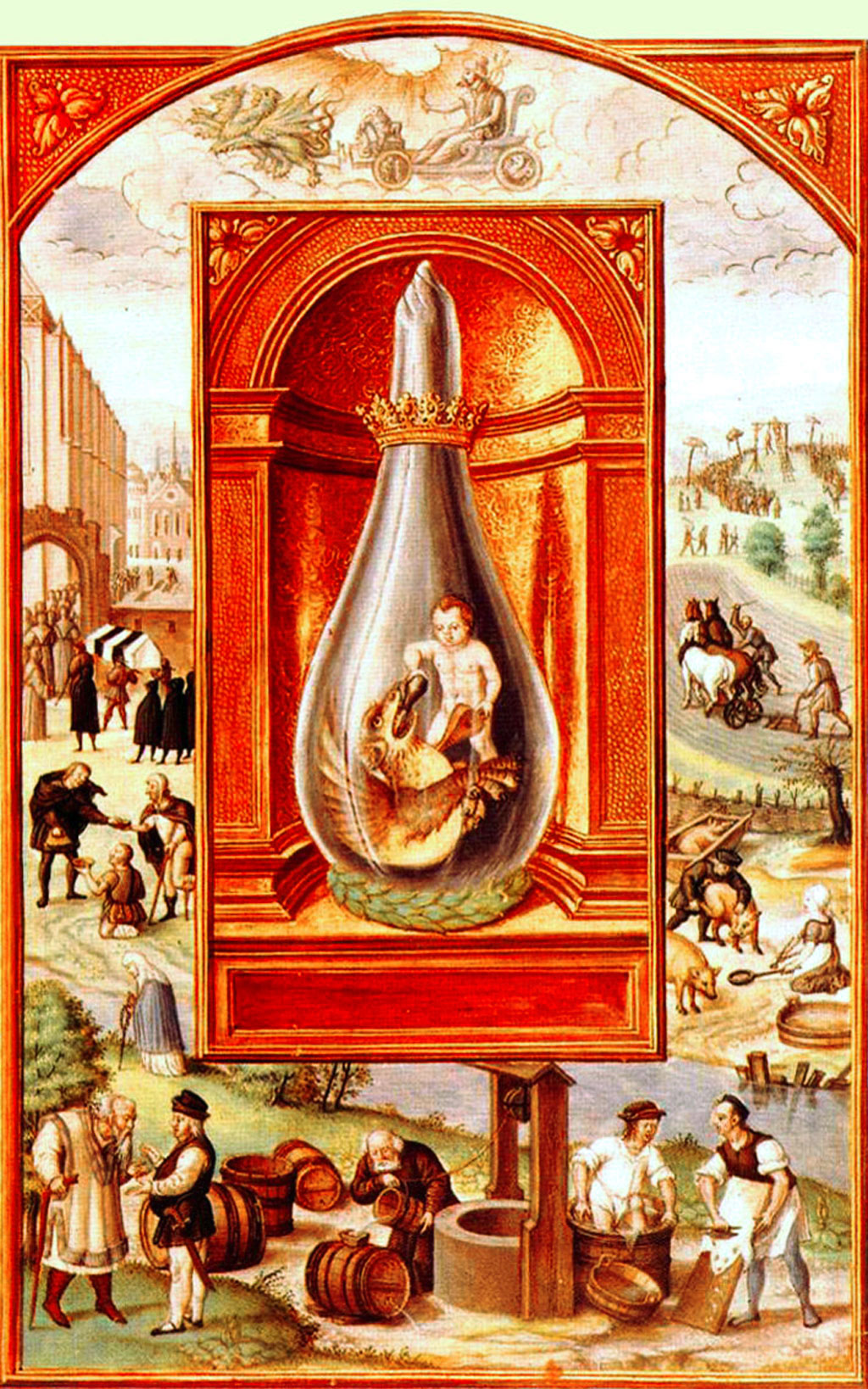
Carro di Saturno sovrastante un Bambino che disseta il Drago
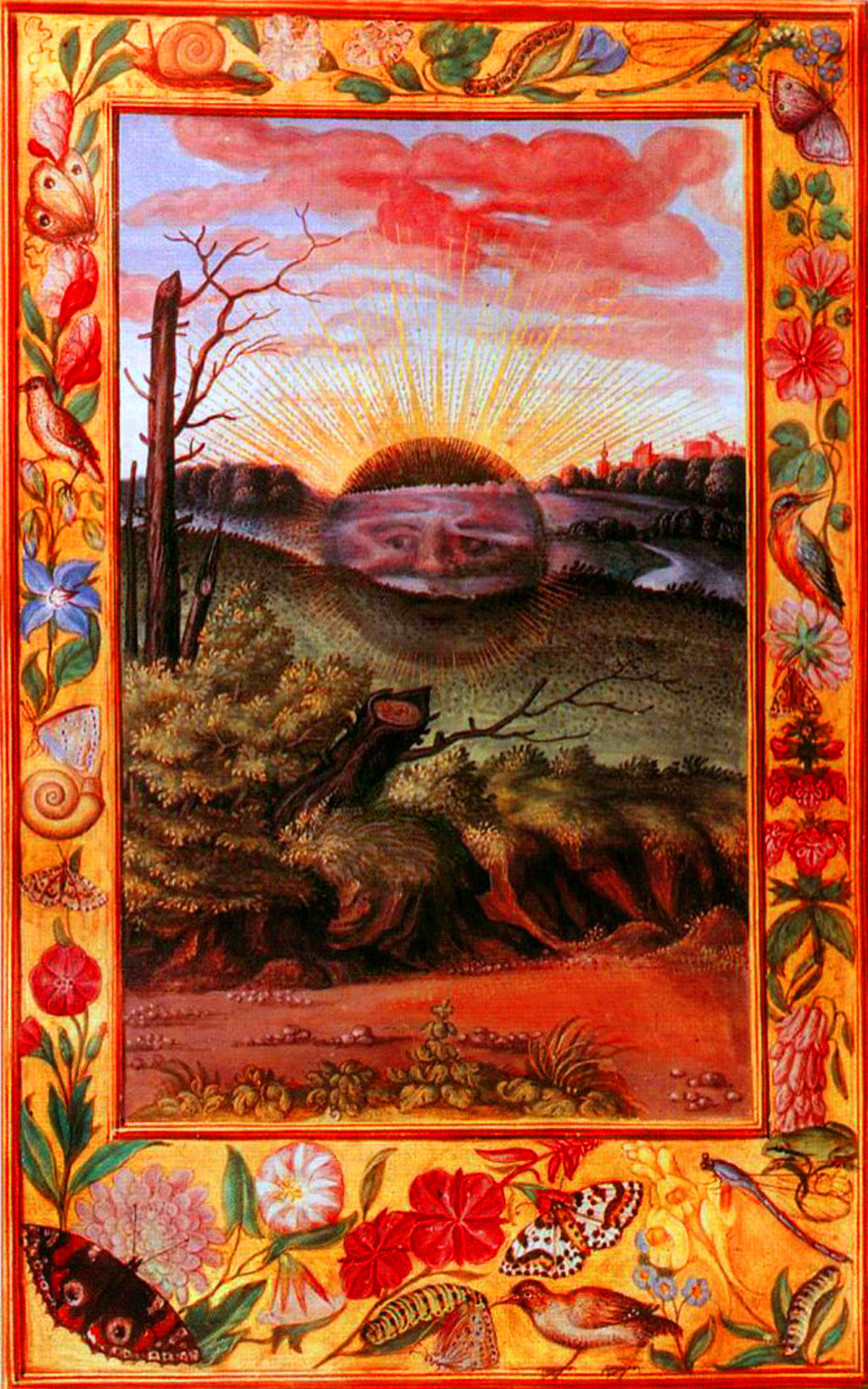
Il Sole nero
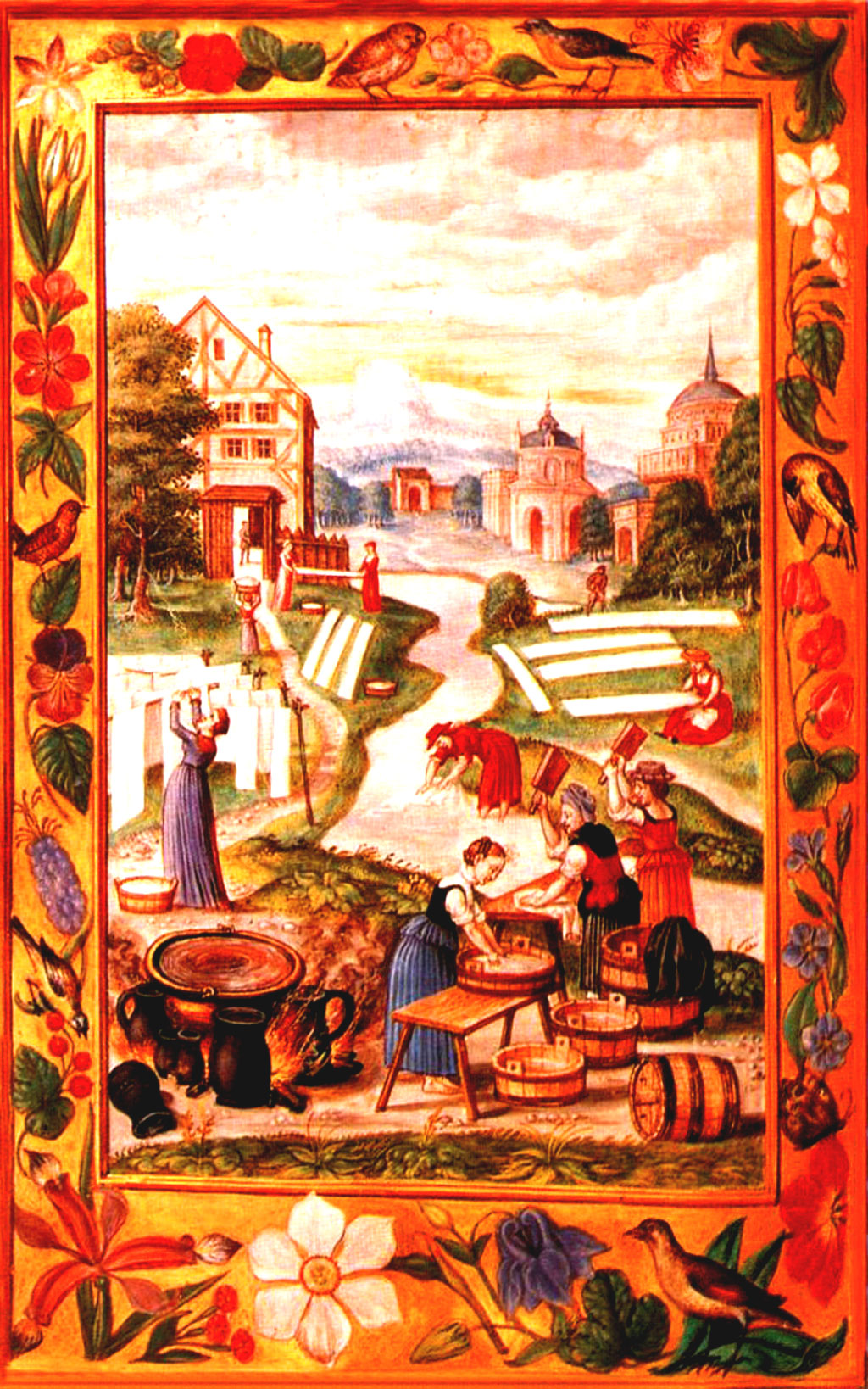
Donne che lavano i panni
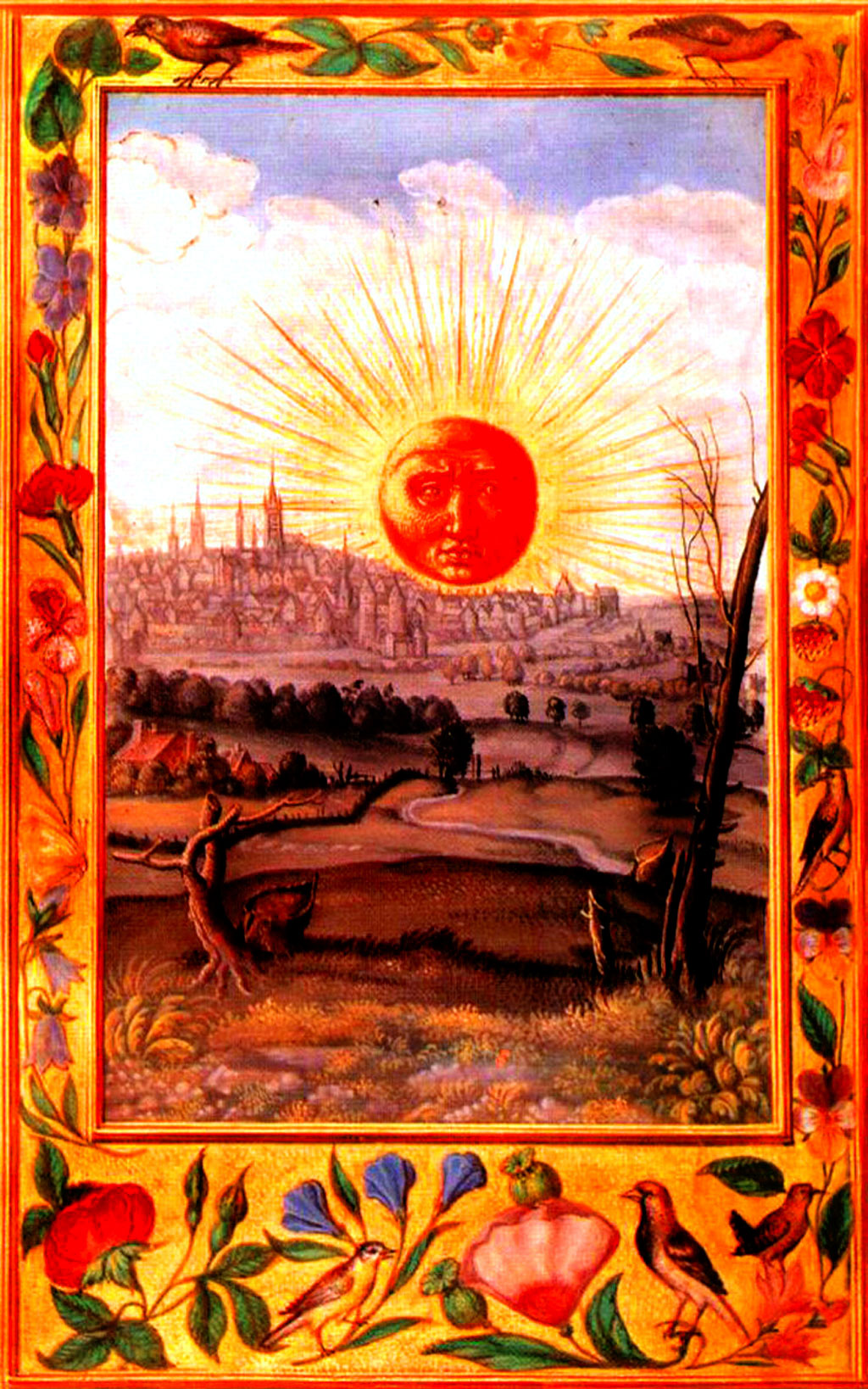
Il Sole Rosso che sorge sulla città